# Pavel, Tatta a synové
Svatí Pavel,  Tatta a synové Eugenius, Maximus, Rufus a Sabinián byli křesťanští mučedníci v Damašku.
Svatí Pavel a Tatta byli manželé. Se svými syny byli kvůli své víře umučeni k smrti římskými autoritami. Není znám rok.
Více informací není známo. 
Jejich svátek se slaví 25. září.